# 横手貞一朗
横手貞一朗（よこて ていいちろう、1974年1月2日 - ）は、日本を拠点に活動するパーソナルトレーナー。

## プロフィール
日本体育大学体育専攻科生として基礎知識を元に、1993年よりインストラクターとして活動。セネガル・ブラジル・ニューヨーク・ロサンゼルスといった世界各国の運動生理学や芸術的観点を独自の視点で追求。
人間国宝としての表彰をアメリカで受けているMestre Joao Grandeのグループにて1999年Capoeira Angolaで日本人として初めてのプロフェッソーになる。なお、日本人初のカポエイラマスター（Mestre SAMURAI）の池村貴志（SAMURAI CAPOEIRA代表）は高校時代からの友人である。
現在都内を中心にパーソナルトレーナーとして活動、執筆活動もしていて、女性誌、ファッション誌におけるボディシェイピングの指導や記事の監修等を行う。ファッションモデル、道端ジェシカ・道端アンジェリカ・道端カレン・大屋夏南・矢野未希子・加賀美セイラ・松島花・RINA・YOU・MiChi専属トレーナーをつとめる。
2009年8月29日書籍 「だからあなたも痩せられる～こころとカラダに効く7つのスイッチ だからあなたも痩せられる～こころとカラダに効く7つのスイッチ」ではメンタルダイエット本を出版。
2011年10月5日書籍「美しくやせる！ チューブ・ダイエット 【特製チューブ付き】メリハリBODYが簡単に手に入る！ (扶桑社ムック) [単行本]出版
2011年4月〜9月 TOKYO MX U・LA・LA@7SHELLYとエクササイズコーナー「エブリバディ☆モテバディ」週一回生放送で担当。
2011年10月〜2012年3月 TOKYO MX ULALA ナナパチにてホラン千秋とエクササイズコーナー「朝からせめきめエクササイズ」週一回生放送で担当。